# 카를루스 아우베르투 올리베이라
한국 등록명 "카를로스"(1995년 6월 16일 ~ )은 브라질의 축구 선수로 과거 K3리그 화성FC와 김해시민축구단에서 수비수로 활동했다.

## 기록

### 대회기록
- K3리그

● 우승 (2): 2019, 2020